# Onciale 053
- Papyrus
- Onciale
- Minuscules
- Lectionnaire

Le Codex 053, portant le numéro de référence 053 (Gregory-Aland), est un manuscrit du parchemin en écriture grecque onciale. 

## Description
Le codex se compose de 14 folios. Il est écrit en trois colonnes, dont 42 lignes par colonne. Les dimensions du manuscrit sont 27.5 x 23 cm,.
Les est un manuscrit contenant fragment du texte du Évangile selon Luc (1,1-2,40) avec commentaire. Il a esprits et accents.
Les paléographes datent ce manuscrit du IXe siècle,.
Le texte du codex représenté type Byzantin. Kurt Aland le classe en Catégorie V.
Il est conservé à la Bayerische Staatsbibliothek (Gr. 208, fol. 235-248) du Munich,.